# François-Xavier Yombandje
François-Xavier Yombandje (* 9. Juli 1956 in Koumra) ist Altbischof von Bossangoa.

## Leben
François-Xavier Yombandje empfing am 22. September 1985 die Priesterweihe. Papst Johannes Paul II. ernannte ihn am 28. Juni 1997 zum Bischof von Kaga-Bandoro.
Der  Erzbischof von Bangui, Joachim N’Dayen, spendete ihm am 26. Oktober desselben Jahres die Bischofsweihe; Mitkonsekratoren waren Matthias N’Gartéri Mayadi, Bischof von Moundou, und Edouard Mathos, Weihbischof in Bangui.
Am 3. April 2004 wurde er zum Bischof von Bossangoa ernannt. Von seinem Amt trat er am 16. Mai 2009 zurück, nachdem eine Untersuchung des Vatikans ergab, dass viele lokale Priester ihre Gelübde der Keuschheit, Armut und Gehorsam verletzt hatten. Einige Wochen später trat auch der Erzbischof von Bangui, Paulin Pomodimo, zurück.